# Айтей (Алматинская область)
Айтей (каз. Әйтей, до 1993 г. — Интернационал) — село в Карасайском районе Алматинской области Казахстана. Является административным центром Айтейского сельского округа. Находится примерно в 5 км к северо-западу от центра города Каскелена. .

## История
Наименование «Интернационал» село носило по названию колхоза «имени III Интернационала», центральной усадьбой которого оно было. 
Постановлением Верховного Совета Республики Казахстан от 19 марта 1992 года село Интернационал было переименовано в село Айтей. Название дано в честь казахского батыра Айтея Кулманбетулы (1712-1761), в тот период село находилось в административном подчинении города Каскелена.
Айтейский сельский округ был образован решением маслихата Алматинской области от 12 апреля 2013 года № 15-102 и постановлением акимата Алматинской области от 12 апреля 2013 года № 112 (зарегистрировано Департаментом юстиции Алматинской области 24 апреля 2013 года № 2348):
в новообразованный Айтейский сельский округ из административного подчинения города Каскелена было передано село Айтей, а сёла Енбекши, Уштерек, Сауыншы и Кумарал были переданы из состава Ушконырского сельского округа; центром Айтейского сельского округа было определено село Айтей.

## Население
В 1999 году население села составляло 1569 человек (777 мужчин и 792 женщины). По данным переписи 2009 года, в селе проживал 3081 человек (1455 мужчин и 1626 женщин). По данным на 2013 год население села составляло 5746 человек.
В состав села входит пос. Лесхоз (каз. Орманшар).

## Образование
В селе имеется средняя школа «Коммунальное Государственное Учреждение «Средняя школа имени Б.Косынова  с дошкольным мини-центром» и 4 детских сада («Жануя садик», «Гульдаурен садик», «Нұрайым садик», «Мектеп аралық мини центр»).

## Здравоохранение
В селе имеется «Врачебная амбулатория Айтей» и фельдшерско-акушерский пункт.